# 蒙丘爾 (北卡羅萊納州)
蒙丘爾（英語：Moncure）是位於美國北卡羅萊納州查塔姆縣的普查規定居民點。

## 人口
根據2020年美國人口普查的數據，蒙丘爾的面積為12.72平方千米，當中陸地面積為12.25平方千米，而水域面積為0.47平方千米。當地共有人口780人，而人口密度為每平方千米61.32人。